# Wa-2
Wa-2 — тральщик Імперського флоту Японії, який взяв участь у Другій світовій війні.
Корабель, який належав до допоміжних тральщиків типу Wa-1, спорудили у 1942 році на верфі компанії Osaka Iron Works у Сакураджимі.
З березня 1942-го Wa-2 належав до 8-ї спеціальної військово-морської бази, яка відносилась до Четвертого флоту (відповідав за операції в Океанії). 26 березня тральщик полишив Йокосуку та рушив до місця служби.
У другій половині квітня 1942-го корабель залучили до «Операції MO», яка мала за мету оволодіння Порт-Морсбі на Новій Гвінеї та створення передової бази на сході Соломонових островів. Тральщик включили до загону, який висаджував десант на Тулагі (північніше від Гуадалканалу). 30 квітня загін вийшов з Рабаула (головна передова база японців у цьому регіоні, на східному завершенні острова Нова Британія) та вранці 3 травня прибув до Тулагі. Wa-2 провів бойове траління, після чого відбулась безперешкодна висадка десанту.
Далі Wa-2 мав перейти до островів Дейбоне (біля південно-східного завершення Нової Гвінеї), які японське командування вирішило використати як тимчасову базу гідроавіації в головній операції з оволодіння Порт-Морсбі. 4 травня Wa-2 вже готувався залишити район Гуадалканалу, коли біля острова Саво його атакували літаки з авіаносця «Йорктаун», що прямував для протидії «Операції MO» (надалі це призвело до Битви в Кораловому морі). Під час атаки Wa-2 зазнав серйозних пошкоджень та затонув.